# 山根章裕
山根 章裕（やまね あきひろ）は、日本の漫画家。

## 主な作品・連載

### 漫画
- 白パイ（ヤングチャンピオン烈連載）
- デンドロバテス（原作：石渡洋司、ヤングチャンピオン連載）
- スピーディワンダー（原作：綱本将也、ヤングチャンピオン連載）
- 日曜日の沈黙（原作：綱本将也、Umabi連載）

| スタブアイコン | サブスタブ | この項目は、まだ閲覧者の調べものの参照としては役立たない、漫画家・漫画原作者に関連した書きかけの項目です。この項目を加筆・訂正などしてくださる協力者を求めています（P:漫画/PJ:漫画家）。 |